# Букауталь
Букауталь (нім. Buckautal) — громада в Німеччині, розташована в землі Бранденбург. Входить до складу району Потсдам-Міттельмарк. Складова частина об'єднання громад Цизар.
Площа — 39,07 км2. Населення становить 490 ос. (станом на 31 грудня 2020).